# Burgstall Greut
Der Burgstall Greut bezeichnet eine abgegangene Höhenburg auf dem 731 m ü. NN hohen Schlossberg östlich des Gehöfts Hochgreut und nördlich von Haid, einem Ortsteil von Wessobrunn in Oberbayern.

## Geschichte
Die Burg gehörte dem Ortsadel der Greuter beziehungsweise Gereuter, der urkundlich dort für das 14. Jahrhundert bezeugt ist. Sie ist durch Schriftzeugnisse belegt und durch den Haider Straßennamen Schlossbergstraße. Im 16. Jahrhundert nannte man Greut einen „alten Burgstall“. Reste der Burg waren noch im 18. Jahrhundert zu sehen. Im Zusammenhang mit der Gründung des Klosters Wessobrunn wurde in der Vergangenheit vermutet, dass hier bereits im 8. Jahrhundert eine Burg gestanden habe, die der Sitz des legendären Entdeckers der Wessobrunner Quellen, Wezzo, gewesen sei. Nach einer Sage verlief ein unterirdischer Gang vom Turm der Klosterkirche Wessobrunns, dem grauen Herzog, bis zur Burg, der bis Mitte des 15. Jahrhunderts noch in Gebrauch gewesen sein soll.

## Zusammenhang mit dem namenlosen Burgstall bei Haid

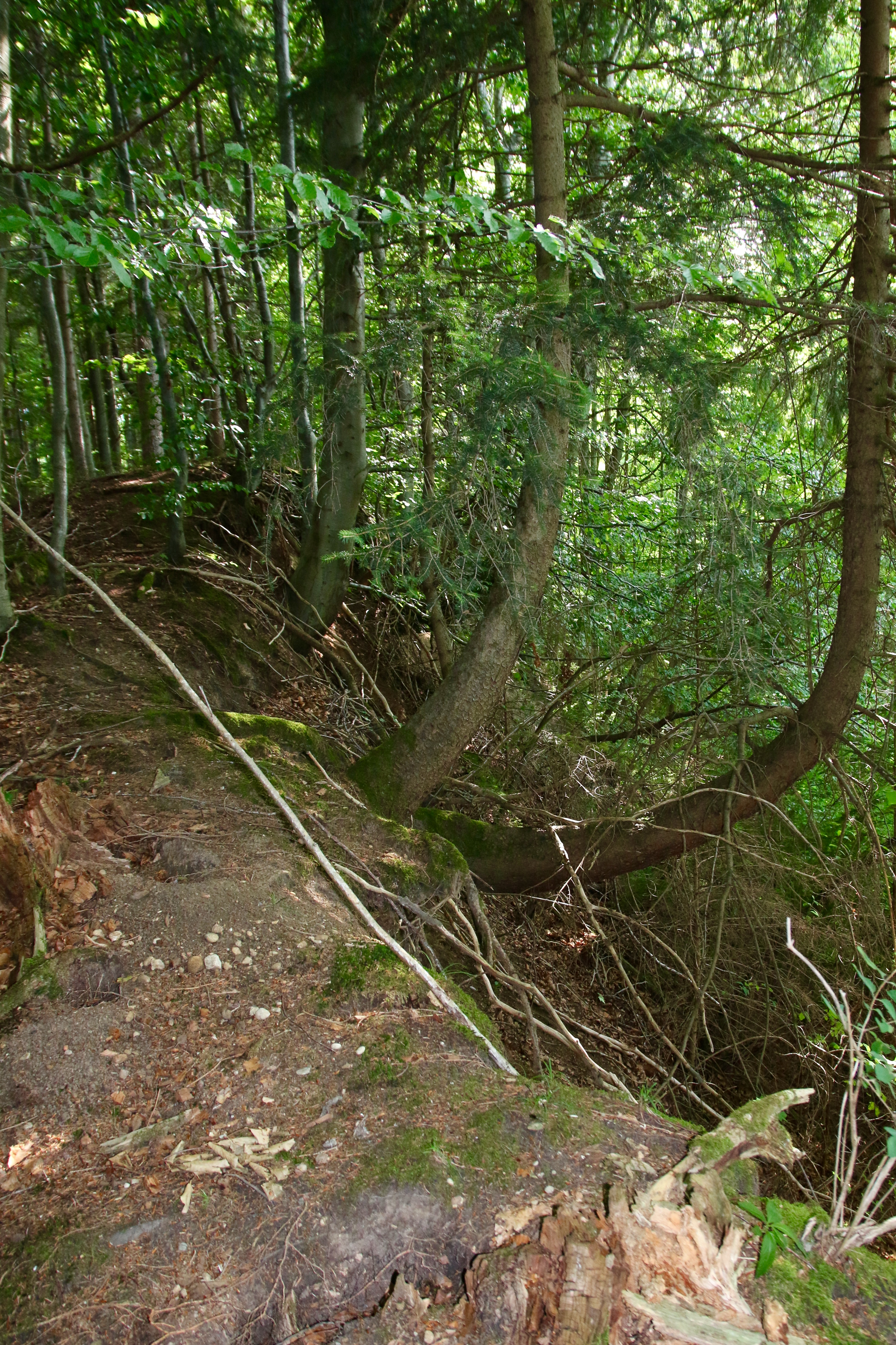
Bei diesem als Bodendenkmal eingetragenen Burgstall handelt es sich möglicherweise um den Greuter Burgstall

Der Standort des Burgstalls ist nicht sicher zu belegen. Es gibt allerdings ein Bodendenkmal auf dem Schlossberg, nordöstlich von Haid, das mit den Lagebeschreibungen der schriftlichen Quellen übereinstimmt. Das Bayerische Landesamts für Denkmalpflege hat den Fundort als „Burgstall des hohen oder späten Mittelalters“ identifiziert, aber nicht näher bestimmt. Im Reliefbild und vor Ort sind noch Wallanlagen zu erkennen. Da es keine weiteren passenden Bodenfunde in der Nähe gibt, besteht eine gewisse Wahrscheinlichkeit, dass es sich bei dem Bodendenkmal um die Reste der Greuter Burg handelt.